# Диллион, Джеймс
Джеймс Лео «Джим» Диллион (англ. James Leo "Jim" Dillion, 2 мая 1929, Плейн-Сити, штат Огайо, США — 16 сентября 2010, Арлингтон, Техас, США) — американский метатель диска, бронзовый призёр Олимпийских игр в Хельсинки (1952).
Окончил Обернский университет. Двукратный чемпион США (1951 и 1954), бронзовый призёр Игр в Хельсинки (1952) в метании диска.

## Личные рекорды
- Толкание ядра – 52-10½ (16,11 м, 1952);
- Метание диска – 180-8 (55,07 м, 1954)[2].